# إرنست أكيرت
إرنست أكيرت (ولد في 20 أبريل 1871،  وكان † بعد 1942) هو مفكر. سويسري.

## سيرة شخصية
هو أحد مؤسسي جمعية المفكرين الأحرار السويسرية خلال الحرب العالمية الأولى. في عام 1942 نشر دراسة بعنوان گوتفرید کلر ولتانساچونگ، ناقش فيها موقف الكاتب السويسري من الله والخلود والدين والكنيسة. ويُعد هذا الأسلوب الأكثر شيوعًا لدى إرنست. 
في عام 1942، انتقل أكيرت إلى لوغانو بعد أن عاش في برن لسنوات عديدة.